# Les Cités d'Ardathia

Les Cités d'Ardathia (titre original : The Cities of Ardathia) est une nouvelle de science-fiction écrite par George Henry Weiss sous le pseudonyme de Francis Flagg, publiée en mars 1932 dans Amazing Stories. Elle fait suite à une autre nouvelle du même auteur, publiée en novembre 1927, L'Homme-machine d'Ardathia en prenant place dans le même univers.

## Résumé
Selon l'auteur, l'histoire de Les cités d'Ardathia se situe dans un monde parallèle au nôtre. L'Homme a bâti « une gigantesque machine industrielle » où les Sous-êtres, population misérable d'ouvriers, sont obligés de travailler.

### Première partie
Dans les villes industrielles, les Sous-êtres, menés par les Égalisateurs, fomentent une révolte contre la classe dirigeante : les Pourpres.
Tandis qu'un plan visant à détourner à leur profit les armes de défense automatique des Pourpres est échafaudé, certains Égalisateurs prennent l'initiative d'enlever la fille du Titan Rocca, l'un des plus hauts dignitaires du Conseil des Dix. Celle-ci est forcée à vivre comme un Sous-être dans le but de lui ouvrir les yeux sur leur situation si la révolution venait à échouer.
Trahis, les Sous-êtres sont massacrés et finissent par être chassés des villes au bénéfice des machines.

### Deuxième partie
Cinq cents ans plus tard, un homme surgissant du désert vient expliquer aux habitants de la ville-machine qu'il existe un monde à l'extérieur de ces dômes construits artificiellement où la Machine commande.
Rapidement attrapé, menacé de lynchage, il est présenté à l'Ancien qui, choqué par son blasphème, le condamne à « retourner à la machine ». Il finit mort, écrasé par un énorme piston au cœur de la ville-machine.

### Influences
L'influence du film Metropolis de Fritz Lang, sorti en 1927, est palpable.